# Ахим I фон Арним
Ахим I фон Арним (на немски: Achim I von Arnim; † сл. 1 февруари 1475) е благородник от род фон Арним.
Той е син на Ханс III фон Арним († 1447/1451) и съпругата му Берта († сл. 1437). Внук е на Людеке I фон Арним († 1412) и съпругата му Отилия. Правнук е на Албрехт I фон Арним († 1372/1375).
Брат е на Георг I фон Арним († 1470/1472) и Николаус I фон Арним († 1500).

## Фамилия
Ахим I фон Арним се жени за Барбара фон Бредов († сл. 1472). Те имат два сина:
- Липолд I фон Арним († 16 март 1525), женен I. за фон Барфус, II. вер. 1511 г. за Барбара фон Шлабрендорф († сл. 15 февруари 1522); от първия брак има 6 деца
- Хайнрих II фон Арним († 1514/22 октомври 1521); има два сина